# Acusilas malaccensis
Acusilas malaccensis là một loài nhện trong họ Araneidae.
Loài này thuộc chi Acusilas. Acusilas malaccensis được miêu tả năm 1983 bởi Murphy & Murphy.